# Mike Karn
Michael „Mike“ Karn (* 12. Juli 1966) ist ein US-amerikanischer Jazzmusiker (zunächst Tenorsaxophon, dann Kontrabass) des Modern Jazz.

## Leben und Wirken
Karn wuchs in Rochester (New York) auf; er begann, in der Highschool Jazz zu spielen, gewann als Saxophonist Preise bei mehreren Wettbewerben und trat 1984 im New York High School All State Jazz Ensemble. Im selben Jahr begann er sein Saxophonstudium im Jazzprogramm der New York University bei Joe Lovano; auch trat er mit dem besten Ensemble des Jazzprogramms unter Leitung von Jim McNeely auf. Direkt nach seinem Abschluss wurde er Mitglied in der Band von Ray Charles (1988/89). Ab 1990 arbeitete er in der New Yorker Jazzszene u. a. mit Charles Earland (1997–1999), Harry Connick Jr. (zuletzt 2009 Your Songs) und Toshiko Akiyoshi. Unter eigenem Namen legte er zwei Alben bei Criss Cross Jazz vor. 
2007 begann Karn, den Kontrabass zu erlernen und begleitete auf diesem Instrument bald Lew Tabackin oder Jon Hendricks. Ab 2010 gehörte er als Bassist zum Vanguard Jazz Orchestra, mit dem er auch auf Tourneen in Nordamerika, Europa und Japan ging. 2012 trat er mit der Jimmy Heath Bigband im Lincoln Center (Avery Fisher Hall) auf; 2015 tourte er mit Freddy Cole in Japan. Des Weiteren spielte er mit John Pizzarelli Engagements im Birdland und Jazz Standard sowie im Washingtoner Club Blues Alley; mit ihm entstanden auch mehrere Alben. Mit eigenem Quartett, zu dem Harry Allen, Konrad Paszkudzki und Mark Taylor gehören, tritt er bei Smalls auf.
Im Laufe seiner Karriere arbeitete Karn außerdem mit George Coleman, Frank Wess, Houston Person, Bob Wilber, Joe Lovano, Bennie Wallace, Walt Weiskopf, Craig Handy, Grant Stewart, Eric Alexander, Ken Peplowski, Harold Mabern, Barry Harris, Johnny O’Neal, Mike LeDonne, David Hazeltine, Michael Weiss, Bucky Pizzarelli, Gene Bertoncini, Peter Bernstein, Jimmy Cobb, Al Foster, Victor Lewis, Lewis Nash und Dennis Mackrel.
Tom Lord listet ihn im Bereich des Jazz zwischen 1988 und 2017 bei 23 Aufnahmesessions. Gegenwärtig (2019) leitet Karn ein Quartett, dem Harry Allen, Larry Fuller und Aaron Kimmel angehören.
Mike Karn ist nicht mit dem britischen Musiker Mick Karn zu verwechseln.

## Diskographische Hinweise
- Michael Karn: In Focus (Criss Cross Jazz, 2000), mit David Hazeltine, Peter Bernstein, Reuben Rogers, Gregory Hutchinson